# Anzourou
Anzourou  est une localité et une commune rurale du Niger, du département de Tillabéri, au nord de la région de Tillaberi. La commune rurale a pour chef-lieu : Sarakoira.

## Géographie
La localité est située à l'ouest du fleuve Niger et à 47 km au nord du chef-lieu départemental Tillabéri.
| Inatès     | Inatès   |              |
| Dessa      | Anzourou | Tondikiwindi |
| Bibiyergou | Sakoira  | Sakoira      |

## Histoire
La commune rurale est instaurée en 2002, elle est issue du canton de Anzourou,. Elle a pour chef-lieu la localité de Sarakoira.

## Population
Lors du recensement général de 2012, la population communale est relevée à 28 878 habitants, dont 988 habitants pour la localité chef-lieu.

## Économie
La commune est située dans la zone ou est pratiqué l'agropastoralisme.